# 5·18민주화운동 기념일
5·18민주화운동 기념일은 1980년 5월 18일부터 27일까지 광주를 중심으로 일어난 대규모 민주화운동을 기념하는 날이다. 매년 5월 18일 전국적으로 거행된다.
5·18 광주 민주화 운동은 1980년 5월 17일 자정에 내려진 5.17 비상계엄 전국확대 조치에 따라 투입된 계엄군과 전남대학교 학생들이 서로 충돌하면서 시작되었다. 이 운동은 '광주사태', '광주항쟁' 등 여러 가지 이름으로 불리다가 1988년 초 민주화합추진위원회의 건의에 따라 '민주화를 위한 운동의 일환'이라고 의미가 규정되었다. 그러나 광주 지역의 당사자들과 재야운동권 단체에서는 '광주항쟁'으로 규정해야 한다고 주장하고 있다.

## 같이 보기
- 대한민국의 기념일

## 참고 문헌
- 이 문서에는 다음커뮤니케이션(현 카카오)에서 GFDL 또는 CC-SA 라이선스로 배포한 글로벌 세계대백과사전의 내용을 기초로 작성된 글이 포함되어 있습니다.